# Кассиар (горы)
Кассиар (англ. Cassiar Mountains, фр. Chaîne des Cassiars) — самая северная горная группа Внутренних гор в Британской Колумбии и Юконе. Находятся к северу от Гейзельтонских гор, северо-западу от Оминекских гор и к востоку от Бундарских хребтов. Высочайшей вершиной является гора Тудака Пик с высотой 2748 метров.

## Список подгрупп и их вершин
- Плато Диз
  - Хребет Хорсанч
- Хребты Кечика
  - Гора Скук-Дэвидсон
- Хребты Сифтона
  - Хребет Кормиер
  - Хребет Рэби
- Хребты Стикин
  - Хребет Бэди
  - Плато Нисутлин
  - Хребет Скри
  - Хребет Трех Сестёр
  - Хребет Тудака
    - Тудака Пик

  - Хребет Туя
    - Гора Аш